# Вести (1929)
Вижте пояснителната страница за други значения на Вести.
„Вести“ с подзаглавие Двуседмичен лист е български вестник, излязъл в Горна Джумая в 1929 година. Редактор му е Георги Стоицов. Печата се в печатница „Братя Пилеви“ в Дупница в 500 броя тираж. Рекламира книжарницата на Стоицов. Излиза само в един брой на 1 март 1929 година.